# تماشا (مجله)
مجله تماشا نام ارگان مطبوعاتی سازمان رادیو و تلویزیون ملی ایران است. این مجله اولین بار در اسفند ۱۳۴۹ به چاپ رسید. هفته‌نامه تماشا به مدت ۸ سال ۲۷ اسفند ۱۳۴۹ تا ۲ دی ۱۳۵۷ منتشر می‌شد.

## پیشینه
این مجله به صورت هفتگی منتشر می‌شد و در برگیرنده مطالب سیاسی، اجتماعی، فرهنگی و هنری و همچنین مطالب مربوط به برنامه‌های تلویزیون و جدول هفتگی پخش برنامه‌های تلویزیون بود.
مدیر مسوول این مجله رضا قطبی رئیس سازمان رادیو تلویزیون ملی ایران و نخستین سردبیر آن ژیلا سازگار بود.
از جمله سردبیران این مجله می‌توان به ایرج گرگین، رضا سیدحسینی و فیروز فولادی اشاره کرد.

## سرانجام
آخرین شماره مجله تماشا در ۲ دی ۱۳۵۷ منتشر شد و پس از انقلاب سال ۱۳۵۷ نام این مجله به سروش تغییر یافت. در سال ۱۳۹۰ خورشیدی کتابخانه مجلس شورای اسلامی همه شماره‌های این مجله را به صورت لوح فشرده منتشر کرد.